# Agrilus clytrinoides
Agrilus clytrinoides é uma espécie de inseto do género Agrilus, família Buprestidae, ordem Coleoptera.
Foi descrita cientificamente por Bellamy & Hespenheide, 2002.